# Pramipeksol
Pramipeksol (Mirapeks, Mirapeksin, Sifrol) je dopaminski agonist koji se koristi za lečenje rane faze Parkinsonove bolesti i sindroma nemirnih nogu. Poznato je da se on koristi i za lečenje jake glavobolje i za neutralisanje psihičkih problema izazvanih impotencijom, koju doživljavaju neki od korisnika antidepresanata ili selektivnih inhibitora preuzimanja serotonina, mada pramipeksol zvanično nije odobren za lečenje tih poremećaja.
Pramipeksol je u jednoj pilot placebo kontrolisanoj studiji sprovedenoj radi potvrde koncepta u manično-depresivnoj psihozi pokazao da ima snažno dejstvo. On se takođe ispituje za primenu u lečenju kliničke derpesije i fibromialgije.

## Hemija
Pramipreksol se može sintetisati iz cikloheksanonskih derivata na sledeći način:

## Spoljašnje veze
- Mirapeks Архивирано на веб-сајту  (28. јун 2009)

|  | Molimo Vas, obratite pažnju na važno upozorenje u vezi sa temama iz oblasti medicine (zdravlja). |